# Steven Bergwijn
Steven Bergwijn (født 8. oktober 1997) er en hollandsk professionel fodboldspiller, som spiller for Eredivisie-klubben Ajax og Hollands landshold.